# Paul Ausset
Pour les articles homonymes, voir Ausset.
Pas d'image ? Cliquez ici

a Compétitions nationales et continentales officielles uniquement.

Dernière mise à jour le 7 juin 2024.
Paul Ausset, né le 19 juin 1999 à Toulouse, est un joueur français de rugby à XV évoluant aux postes de troisième ligne aile et de troisième ligne centre.

## Biographie
Né à Toulouse, Paul Ausset est formé au RC Eaunes, l'un des clubs du Pays toulousain.
Il rejoint vers 2015 les équipes de jeunes du Stade toulousain, en catégorie cadet, où il est sacré champion de France de la catégorie dès la saison 2014-2015. En 2021, il est champion de France espoirs. En parallèle, il participe à plusieurs étapes du Supersevens, compétition de rugby à sept opposant principalement les équipes de Top 14, tout d'abord lors de l'édition inaugurale de 2020 puis la saison suivante lors des étapes d'Aix-en-Provence et de La Rochelle.
Durant la saison 2021-2022, il est appelé à deux reprises dans le groupe professionnel, disputant à l'automne quelques minutes de jeu en fin de match afin de pallier l'absence sur blessure d'Alban Placines ; il joue ainsi son premier match en équipe senior en championnat, à domicile contre le CA Brive le 27 novembre, puis un second en déplacement la semaine suivante.
À l'intersaison 2022, non conservé après son passage en catégorie espoirs, il signe un contrat avec l'équipe première de l'US Dax, pensionnaire de Nationale ; il est contacté par le manager Jean-Frédéric Dubois par l'intermédiaire de Jean Bouilhou, ancien coéquipier et co-entraîneur avec ce dernier. Victime d'une commotion cérébrale lors d'un entraînement en fin de saison, Ausset manque le dénouement de cette dernière, et de fait la finale concédée contre le Valence Romans DR. Alors que le club a été promu en Pro D2, il fait son retour en division professionnelle, évoluant cette fois à un rythme plus soutenu que lors de ses premières apparitions toulousaines,. Utilisé régulièrement cette saison dans la rotation des joueurs de la troisième ligne, il contribue aux performances de son club, qualifié en phase finale malgré son statut de promu ; en fin de contrat, il est prolongé pour deux années supplémentaires. Ausset reçoit par ailleurs, en marge de l'Oscar Midi olympique de son capitaine Jean-Baptiste Barrère, un Oscar « espoir »,.

## Palmarès
- Championnat de France cadets :
  - Champion : 2015 avec le Stade toulousain.
- Championnat de France espoirs :
  - Champion : 2021 avec le Stade toulousain.
- Championnat de France de Nationale :
  - Vice-champion : 2023 avec l'US Dax[note 1].